# László Hammerl
László Hammerl (* 15. Februar 1942 in Budapest; † 3. Mai 2024 ebendort) war ein ungarischer Sportschütze.

## Erfolge
László Hammerl nahm an vier Olympischen Spielen teil. Bei den Olympischen Spielen 1964 in Tokio erzielte er mit dem Kleinkalibergewehr im liegenden Anschlag genauso wie der punktgleiche Lones Wigger 597 Punkte. Da er in der vorletzten Runde einen Treffer mehr als Wigger erzielt hatte, wurde Hammerl die Goldmedaille und damit der Olympiasieg zuerkannt. Im Dreistellungskampf gelangen ihm 1151 Punkte, mit denen er sich hinter Wigger und Welitschko Welitschkow auf dem Bronzerang platzierte. Vier Jahre darauf in Mexiko-Stadt schloss er den Dreistellungskampf im 13. Platz ab, während er im liegenden Anschlag ebenso 598 Punkte schaffte wie Jan Kůrka. Diesmal hatte Hammerl bei der Auszählung der letzten Runde das Nachsehen, da Kůrka einen Treffer mehr erzielt hatte. Hammerl erhielt somit die Silbermedaille. 1972 schloss er in München die Konkurrenz im liegenden Anschlag auf Rang acht und im Dreistellungskampf auf Rang 17 ab. Bei den Olympischen Spielen 1976 in Montreal trat er nur noch im liegenden Anschlag an und kam in diesem nicht über den 37. Platz hinaus. Seine einzige Medaille bei Weltmeisterschaften sicherte sich Hammerl 1974 in Thun, als er mit der Mannschaft Bronze im stehenden Anschlag gewann.
Er war mit der Sportschützin Éva Fórián verheiratet, die ebenfalls viermal an Olympischen Spielen teilnahm. Auch sein Onkel József Sir war als Leichtathlet 1936 Olympiateilnehmer. 1968 machte er an der Semmelweis-Universität seinen Abschluss in Medizin, 1973 legte er seine Fachprüfung in Hals-Nasen-Ohren-Heilkunde ab. Hammers starb am 3. Mai 2024 in Budapest im Alter von 82 Jahren.